# کالستگیا سلدانلا
کالستگیا سلدانلا (نام علمی: Calystegia soldanella) نام یک گونه از تیره پیچکیان است.